# Straßenlauf-Länderkampf der Männer 1953 Österreich – BR Deutschland
| 1. Leichtathletik-Länderkampf mit bundesdeutscher Beteiligung 1953 | 1. Leichtathletik-Länderkampf mit bundesdeutscher Beteiligung 1953 |                     |
| ------------------------------------------------------------------ | ------------------------------------------------------------------ | ------------------- |
|                                                                    |                                                                    |                     |
| Straßenlauf-Vergleich der Männer: Österreich – BR Deutschland      |                                                                    |                     |
| Austragungsort                                                     | Wien                                                               |                     |
| Wettbewerbe                                                        | 1                                                                  |                     |
| Datum                                                              | 31. Mai 1953                                                       |                     |
| 1. FRG 2. AUT                                                      | 5:05:02 h 5:15:47 h                                                |                     |
| Chronik                                                            |                                                                    |                     |
| ← letzter LK 1952:00 FRG-SWE Geher (M)                             | FRG-DNK Geher (M) →                                                | FRG-DNK Geher (M) → |

Im ersten Vergleich des Länderkampfjahres 1953 mit bundesdeutscher Beteiligung wurde ein Wettkampf im Straßenlauf ausgetragen. Zum ersten Mal war Österreich der Gegner in einem solchen Aufeinandertreffen. Gastgeber war am 31. Mai die österreichische Hauptstadt Wien.

## Wettbewerbe und Modus
Auf dem Programm stand ein Rennen über dreißig Kilometer. In die Wertung kamen die jeweils drei besten Läufer von vier Startern je Nation. Das Resultat ergab sich durch Addition der durch die gewerteten Athleten erzielten Zeiten. Der siebte Platz stand hier noch mit einem Punkt zu Buche.

## Ergebnis
Die bundesdeutschen Läufer belegten die Plätze eins bis drei und waren damit hoch überlegen. So entschied die Bundesrepublik Deutschland den Vergleich mit mehr als zehn Minuten Vorsprung deutlich für sich.

## Resultate

### 30-km-Straßenlauf
| Platz | Athlet            | Land | Zeit (h) |
| ----- | ----------------- | ---- | -------- |
| 1     | Heinz Kuderski    | FRG  | 1:40:06  |
| 2     | Ernst Weber       | FRG  | 1:41:34  |
| 3     | Hans Vollbach     | FRG  | 1:43:22  |
| 4     | Rudolf Wöber      | AUT  | 1:44:10  |
| 5     | Adolf Gruber      | AUT  | 1:44:41  |
| 6     | August Blumensaat | FRG  | 1:46:24  |
| 7     | Hubert Zeinar     | AUT  | 1:46:56  |
| 8     | Alois Wagner      | AUT  | 1:49:25  |